# 星际争霸：重制版
《星际争霸：重制版》是1998年即时战略游戏《星际争霸》及其资料片《母巢之战》在2017年的重制版本，並於2017年3月26日在韓國首爾舉辦的活動「I <3 StarCraft」上宣布此作。游戏最终于2017年8月14日发布。它保留了原有的游戏玩法，但将游戏图像重制为超高清，重新录制音频，并且加入了暴雪娛樂的现代在线游戏套件。重制工作已经进行了一年多，并经过了包括职业星际争霸玩家在内的测试。

## 开发工作
截止2017年3月，暴雪娛樂已经进行了超过12个月的重制工作，游戏的原画师也返回暴雪娛樂辅助开发。包括李泳浩、金澤容、李帝东在内的一些《星际争霸》职业选手在韩国进行了一系列的游戏测试，并向暴雪娛樂反馈了意见。该重制版预计在2017年夏季在macOS和Windows上发布。开发人员表示，他们的经典游戏团队计划在重制发布后进一步支持社区，并会在语音聊天整合等方面寻求反馈意见。。